# Shout It Out (singel)
Shout It Out är en sång från 2012 skriven av Fernando Fuentes och Tony Nilsson. Den framfördes av David Lindgren i Melodifestivalen 2012 i den andra deltävlingen, därifrån den tog sig direkt till final i Globen den 10 mars. I finalen slutade den på fjärde plats.
Singeln finns med på debutalbumet av David Lindgren, Get Started.
Den 22 april 2012 gick melodin in på Svensktoppen.
Inför Melodifestivalen 2012 hade Danny Saucedo blivit erbjuden både "Shout It Out", som då hette "To the Sky", och "Euphoria", men han valde senare att istället framföra "Amazing".

## Listplaceringar
| Lista (2012) | Topplacering |
| ------------ | ------------ |
| Sverige      | 8            |

### Fotnoter
1. ↑  ”Svensktoppslistan”. Sveriges Radio. 22 april 2012. http://sverigesradio.se/sida/topplista.aspx?programid=2023&date=2012-04-22. Läst 29 april 2012.
2. ↑  "Danny intervjuad av Schlagerprofilerna", Schlagerprofilernas YouTubekanal, 25 februari 2012. Sett den 11 Mars 2015.
3. ↑  ”Hitparad”. http://hitparad.se/showitem.asp?interpret=David+Lindgren&titel=Shout+It+Out&cat=s. Läst 25 mars 2012.